# Canthidium refulgens
Canthidium refulgens är en skalbaggsart som beskrevs av Antoine Boucomont 1928. Canthidium refulgens ingår i släktet Canthidium och familjen bladhorningar. Inga underarter finns listade.